# Списак спелеолошких објеката у Србији
Ово је списак спелеолошких објеката у Србији.
Најдужа пећина у Србији, односно спелеолошки објекат, је Лазарева пећина код села Злот дужине преко 16 km, а најдубљи је Ракин понор код Доњег Милановца дубине 303 m.

## Појам спелеолошких објеката
Спелеолошки објекти, у ужем смислу, су пећине и јаме као подземни облици рељефа настали карстним процесом. Пећинама се називају хоризонтални и субхоризонтални подземни канали. Јамама се називају вертикални и субвертикални канали. У свету (на енглеском говорном подручју) за јаме и пећине одавно је прихваћен јединствен термин caves.

## Најдужи спелеолошки објекти
| Ранг | Назив                   | Локација                          | Општина/град | Дужина |
| ---- | ----------------------- | --------------------------------- | ------------ | ------ |
| 1.   | Лазарева пећина         | Кучајске планине, село Злот       | Бор          | 16.041 m|
| 2.   | Ушачки пећински систем  | Пештерско поље, село Горње Лопиже | Сјеница      | 6.185  |
| 3.   | Церјанска пећина        | Калафат, село Церје               | Ниш          | 6.131  |
| 4.   | Боговинска пећина       | Кучајске планине, село Боговина   | Бољевац      | 5.842  |
| 5.   | Пећина Самар            | Калафат, село Копајкошара         | Сврљиг       | 3.829  |
| 6.   | Дрењарски систем        | Џевринска греда, Брза Паланка     | Кладово      | 3.731  |
| 7.   | Буронов понор           | Мироч, Доњи Милановац             | Мајданпек    | 3.593  |
| 8.   | Немачки понор           | Мироч, село Текија                | Кладово      | 3.422  |
| 9.   | Велика пећина у Дубокој | село Дубока                       | Кучево       | 2.734  |
| 10.  | Рајкова пећина          | Мајданпек                         | Мајданпек    | 2.304  |

## Најдубљи спелеолошки објекти
| Ранг | Назив                   | Локација                       | Општина/град | Дубина |
| ---- | ----------------------- | ------------------------------ | ------------ | ------ |
| 1.   | Ракин понор             | Мироч, Доњи Милановац          | Мајданпек    | 303    |
| 2.   | Јама на Дубашници       | Кучајске планине, село Злот    | Бор          | 276    |
| 3.   | Јама у Ланишту          | Мироч, Доњи Милановац          | Мајданпек    | 272    |
| 4.   | Јама Фаца Шора          | Мироч, Доњи Милановац          | Мајданпек    | 266    |
| 5.   | Јама Ибрин понор        | Мироч, Доњи Милановац          | Мајданпек    | 239    |
| 6.   | Тисова јама             | Бељаница, Жагубица             | Жагубица     | 235    |
| 7.   | Немачки понор           | Мироч, село Текија             | Кладово      | 210    |
| 8.   | Буронов понор           | Мироч, Доњи Милановац          | Мајданпек    | 204    |
| 9.   | Драгов понор            | село Лелић                     | Ваљево       | 200    |
| 10.  | Церјанска пећина        | Калафат, село Церје            | Ниш          | 187    |
| 11.  | Јама на Великом Игришту | Кучајске планине, Честобродица | Параћин      | 171    |

## Списак

### Пећине
| - Бели Мајдан (Раковачка пећина) - Бисерна пећина - Боговинска пећина - Велика пећина у Држини - Велика Пештера - Верњикица - Ветрена Дупка - Видова пећина - Висока пећина - Владикине плоче - Влашка пећина - Водена пећина - Гаура Ра (Пећина смрти) - Градац - Градашница - Гргуревачка пећина - Дегурићка пећина - Драгачевска пећина - Дрењарски систем - Дубочка пећина (Велика пећина) - Дуга пећина - Кађеница | - Ковачевића пећина - Коренатац - Кулска пећина - Лазарева пећина (Злотска пећина) - Ледена пећина - Мала Баланица - Мала Пештера - Мандина пећина - Маркова пећина - Мегара - Мермерна пећина - Миличина пећина - Перина пећина - Петничка пећина - Петрлашка пећина - Пећина у селу Бањица - Пећина у селу Гладно Село - Пећина Црног врела - Попшички пештер - Пешћера Маре - Потпећка пећина - Преконошка пећина | - Причевска пећина - Раваничка пећина - Равништарка - Радавачке пећине - Рајкова пећина - Ресавска пећина - Рибничка пећина - Рисовача - Самар - Сибничка пећина - Смолућка пећина - Стопића пећина - Тунелска пећина Прераст - Ушачка пећина - Хајдучка пећина - Хаџи Проданова пећина - Церемошња - Церјанска пећина - Шалитрена пећина - Шевичка пећина (Вртеч) |